# UNION (曲)
『UNION』（ユニオン）は、日本のデジタルロックユニット・OxTの9作目のシングル。2018年11月7日にポニーキャニオンより発売された。

## 概要
前作『Silent Solitude』から3か月ぶりのシングル。
表題曲はテレビアニメ『SSSS.GRIDMAN』のオープニングテーマに起用され、2019年3月20日には、作品の世界観を元にしたミュージック・ビデオが映像商品として発売された。
カップリングには、『電光超人グリッドマン』の主題歌である「夢のヒーロー」のカバーが収録されている。

## 制作
『SSSS.GRIDMAN』の制作会社であるTRIGGERとの打ち合わせで、「間口の広いものにしてほしい」との要望を貰い、キャラクターデザインなどから、大石が作詞作曲、Tomが編曲を行うことになった。作品内に登場する「グリッドマン同盟」の雰囲気から、バンド風の楽曲にすることに決定し、そこにモダンなアレンジを施すことで王道的な楽曲となっている。
歌詞は台本を読んだ後に書かれており、ネタバレが多くなりすぎたことから3回ほど書き直したと語っている。また、2番の歌詞は『SSSS.GRIDMAN』の原作となった特撮テレビドラマ『電光超人グリッドマン』を見ていた大人も意識しているという。
カップリング曲「夢のヒーロー」では、歌い方や編曲において原曲へのリスペクトが強く表れるものになっている。

## 収録曲
| 全編曲: Tom-H@ck。 |                                        |            |                |       |
| #                  | タイトル                               | 作詞       | 作曲           | 時間  |
| 1.                 | 「UNION」                              | 大石昌良   | 大石昌良       | 3:46  |
| 2.                 | 「夢のヒーロー OxT ver」               | 大津あきら | 鈴木キサブロー | 3:37  |
| 3.                 | 「UNION」(Instrumental)                |            |                | 3:46  |
| 4.                 | 「夢のヒーロー OxT ver」(Instrumental) |            |                | 3:36  |
| 合計時間:          | 合計時間:                              | 合計時間:  | 合計時間:      | 14:45 |

## 演奏
UNION 
- オーイシマサヨシ：Vocal
- Tom-H@ck：Guitar, Programming, All Other Instruments
- 小林修己：Bass
- 山内“masshoi”優：Drums
- KanadeYUK：Programming, All Other Instruments

夢のヒーロー OxT ver
- オーイシマサヨシ：Vocal
- Tom-H@ck：Guitar, Programming, All Other Instruments
- 小林修己：Bass
- KanadeYUK：Programming, All Other Instruments

## チャート成績
| チャート                               | 最高位 | 出典   |
| -------------------------------------- | ------ | ------ |
| オリコン週間シングルランキング         | 15位   | [ 9 ]  |
| オリコン週間デジタルシングルランキング | 2位    | [ 10 ] |
| Billboard Japan Hot 100                | 6位    | [ 11 ] |
| Billboard Japan Download Songs         | 2位    | [ 12 ] |
| Billboard Japan Hot Animation          | 1位    | [ 13 ] |

## ミュージックビデオ
2019年2月3日に開催されたライブイベント「SSSS.GRIDMAN SHOW01」内で『UNION』のMV製作決定が告知され、同年3月20日に『UNION MUSIC VIDEO/Making of UNION』としてリリースされた後、9月1日にはミュージックビデオがYouTubeにて公開された。
「UNION」のドラマシーンは、『SSSS.GRIDMAN』最終話のエピローグを引き継ぐ内容となっている。

### 収録内容
| #  | タイトル                                   | 作詞 | 作曲・編曲 |
| -- | ------------------------------------------ | ---- | ---------- |
| 1. | 「UNION」(MUSIC VIDEO)                     |      |            |
| 2. | 「Making of UNION」(メイキング映像)        |      |            |
| 3. | 「ドローン未使用カット集」(スペシャル特典) |      |            |

## カバー
UNION
- Poppin'Party［戸山香澄（愛美）］ - 2020年4月30日にゲーム『バンドリ! ガールズバンドパーティ!』に収録[15]。
- Argonavis - シングル『AAside』（2021年2月3日発売）に収録。
- Peaky P-key - 「Animelo Summer Live 2022 -Sparkle-」とのコラボ楽曲として、2022年9月2日にゲーム『D4DJ Groovy Mix』に追加収録[16]。